# Franz von Hilleprandt
Franz Edler von Hilleprandt (* 29. August 1796 in Wien; † 17. September 1871 in Salzburg) war k.k. Hof- und Gerichtsadvokat in Salzburg und Gründer der ersten Österreichischen Sparkasse sowie langjähriger Sekretär des Dommusikvereins und Mozarteums in Salzburg.

## Leben
Hilleprandt ging 1826 als Advokat nach Salzburg, wo er schon im gleichen Jahr Vorstand im dortigen Kultur- und Kunstverein "Museum" wurde. Von der Gründung des Dommusikvereins und Mozarteums im Jahr 1841 an war er über 30 Jahre hinweg dessen Sekretär und somit eine zentrale Figur im Salzburger Musikleben. Beim Aufbau des Dommusikvereins und des Mozarteums orientierte er sich an der Gesellschaft der Musikfreunde in Wien, zu der er enge Kontakte pflegte. An der Einrichtung des Mozart-Museums im Geburtshaus des Komponisten im Jahr 1841 war er ebenso maßgeblich beteiligt wie an der Errichtung des Salzburger Mozart-Denkmals im Jahr 1842.
Am 5. April 1848 wurde ihm die Ehrenbürgerschaft der Stadt Salzburg verliehen.